# Trophée NHK 2001
Navigation
Édition précédente Édition suivante
Le Trophée NHK (en anglais : NHK Trophy) est une compétition internationale de patinage artistique qui se déroule au Japon au cours de l'automne. Il accueille des patineurs amateurs de niveau senior dans quatre catégories: simple messieurs, simple dames, couple artistique et danse sur glace.
Le vingt-troisième Trophée NHK est organisé du 29 novembre au 2 décembre 2001 à l'Aqua Dome de Kumamoto. Il est la sixième compétition du Grand Prix ISU senior de la saison 2001/2002.

## Résultats

### Messieurs
| Rang | Nom              | Pays        | Points | Prog. court | Prog. libre |
| ---- | ---------------- | ----------- | ------ | ----------- | ----------- |
| 1    | Takeshi Honda    | Japon       | 1.5    | 1           | 1           |
| 2    | Jeffrey Buttle   | Canada      | 4.0    | 4           | 2           |
| 3    | Ivan Dinev       | Bulgarie    | 4.5    | 3           | 3           |
| 4    | Yamato Tamura    | Japon       | 7.0    | 2           | 6           |
| 5    | Anthony Liu      | Australie   | 7.5    | 7           | 4           |
| 6    | Zhang Min        | Chine       | 7.5    | 5           | 5           |
| 7    | Roman Skorniakov | Ouzbékistan | 10.0   | 6           | 7           |
| 8    | Makoto Okazaki   | Japon       | 12.0   | 8           | 8           |

### Dames
| Rang | Nom                   | Pays        | Points | Prog. court | Prog. libre |
| ---- | --------------------- | ----------- | ------ | ----------- | ----------- |
| 1    | Tatiana Malinina      | Ouzbékistan | 2.5    | 3           | 1           |
| 2    | Yoshie Onda           | Japon       | 4.0    | 4           | 2           |
| 3    | Elena Liashenko       | Ukraine     | 4.0    | 2           | 3           |
| 4    | Angela Nikodinov      | États-Unis  | 4.5    | 1           | 4           |
| 5    | Júlia Sebestyén       | Hongrie     | 7.5    | 5           | 5           |
| 6    | Ann Patrice McDonough | États-Unis  | 10.0   | 8           | 6           |
| 7    | Fumie Suguri          | Japon       | 10.0   | 6           | 7           |
| 8    | Annie Bellemare       | Canada      | 11.5   | 7           | 8           |
| 9    | Kanako Takahashi      | Japon       | 13.5   | 9           | 9           |

### Couples
| Rang    | Nom                                  | Pays        | Points | Prog. court | Prog. libre |
| ------- | ------------------------------------ | ----------- | ------ | ----------- | ----------- |
| 1       | Shen Xue / Zhao Hongbo               | Chine       | 1.5    | 1           | 1           |
| 2       | Maria Petrova / Aleksey Tikhonov     | Russie      | 3.0    | 2           | 2           |
| 3       | Dorota Zagórska / Mariusz Siudek     | Pologne     | 4.5    | 3           | 3           |
| 4       | Julia Obertas / Alexei Sokolov       | Russie      | 6.0    | 4           | 4           |
| 5       | Pang Qing / Tong Jian                | Chine       | 7.5    | 5           | 5           |
| 6       | Stephanie Kalesavich / Aaron Parchem | États-Unis  | 10.0   | 8           | 6           |
| 7       | Natalia Ponomareva / Evgeni Sviridov | Ouzbékistan | 11.5   | 9           | 7           |
| Abandon | Anabelle Langlois / Patrice Archetto | Canada      |        | 6           |             |
| Abandon | Yuko Kavaguti / Alexander Markuntsov | Japon       |        | 7           |             |

### Danse sur glace
| Rang | Nom                                    | Pays        | Points | Danse imposée | Danse originale | Danse libre |
| ---- | -------------------------------------- | ----------- | ------ | ------------- | --------------- | ----------- |
| 1    | Marina Anissina / Gwendal Peizerat     | France      | 2.0    | 1             | 1               | 1           |
| 2    | Margarita Drobiazko / Povilas Vanagas  | Lituanie    | 4.0    | 2             | 2               | 2           |
| 3    | Albena Denkova / Maxim Staviski        | Bulgarie    | 6.0    | 3             | 3               | 3           |
| 4    | Marie-France Dubreuil / Patrice Lauzon | Canada      | 8.4    | 5             | 4               | 4           |
| 5    | Olena Hrushyna / Ruslan Honcharov      | Ukraine     | 9.6    | 4             | 5               | 5           |
| 6    | Marika Humphreys / Vitali Baranov      | Royaume-Uni | 12.0   | 6             | 6               | 6           |
| 7    | Alia Ouabdesselam / Benjamin Delmas    | France      | 14.6   | 7             | 8               | 7           |
| 8    | Jessica Joseph / Brandon Forsyth       | États-Unis  | 15.4   | 8             | 7               | 8           |
| 9    | Rie Arikawa / Kenji Miyamoto           | Japon       | 19.0   | 10            | 10              | 9           |
| 10   | Nozomi Watanabe / Akiyuki Kido         | Japon       | 19.0   | 9             | 9               | 10          |

## Sources
- (en) Résultats du Trophée NHK 2001 sur le site de l'International Skating Union
- Patinage Magazine N°81 (Février 2002)